# Chipiu costumé
Incaspiza personata
Espèce
Statut de conservation UICN

 LC  : Préoccupation mineure

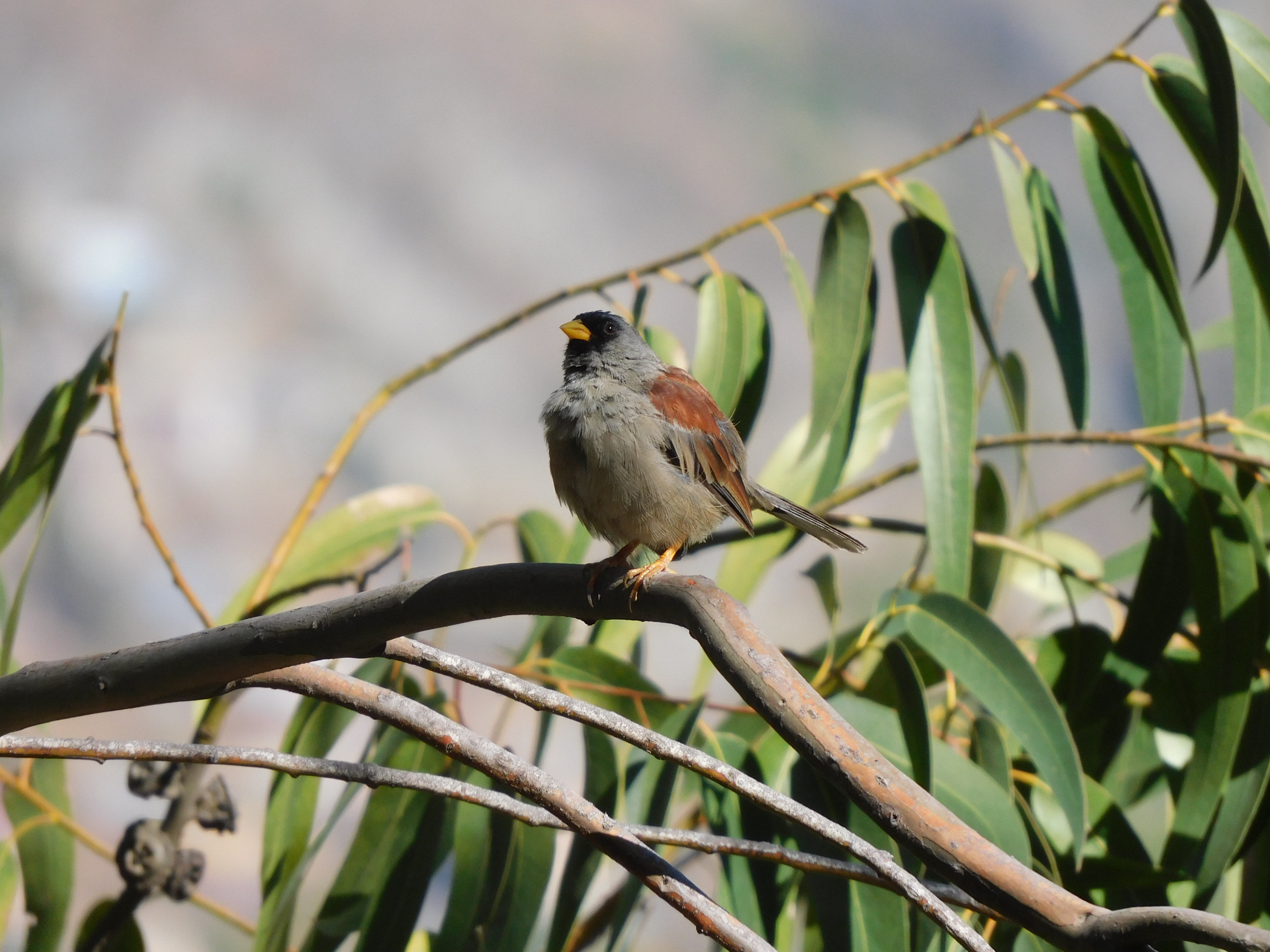

Le Chipiu costumé (Incaspiza personata) est une espèce de passereau appartenant à la famille des Thraupidae.

## Répartition
Il est endémique au Pérou.